# Принц и великий стюард Шотландии
Принц и великий стюард Шотландии (англ. Prince and Great Steward of Scotland) — титул наследника британского престола. Объединяет в себе титул принца Шотландии, который впервые был присвоен в 1404 году королём Шотландии Робертом III своему наследнику, будущему королю Якову I, и наследственную должность великого (главного) стюарда Шотландии, который предки династии Стюартов носили с XII века. Актом парламента Шотландии от 1469 года было закреплено, что наследник шотландского престола получает титул принца и великого стюарда Шотландии наряду с герцогами Ротсея, графа Каррика, барона Ренфру и лорда Островов.

## История титула

Герб стюардов Шотландии

Должность главного стюарда Шотландии известна с XII века, когда король Шотландии Давид I назначил Уолтера Фиц-Алана стюардом королевского двора. Эта должность стала наследной в роду, получившего именование Стюартов. В 1371 году Роберт Стюарт стал под именем Роберта II королём Шотландии, а должность великого стюарда Шотландии стала использоваться в титулатуре наследника короля.
10 декабря 1404 года король Роберт III издал хартию, даровав своему наследнику, будущему королю Якову I, «княжество Шотландия». Это обозначение подразумевало не Шотландию целиком, а владения на юго-западе Шотландии, включавшие такие области как Ренфрушир, Айршир и Керкубришир. Эти земли выделялись королевскому наследнику, чтобы обеспечить его содержание.
27 ноября 1469 года актом парламента было постановлено, что наследник престола получает баронию Бьют с замком Ротсей и титулы герцога Ротсей, графа Каррика барона Ренфру в качестве пэра Шотландии вместе с достоинством «принца и стюарда Шотландии и лорда Островов». Последние титулы, судя по всему, носились наследниками и раньше и больше относились к территориальным владениям и не являлись пэрскими. После того как в 1603 году король Шотландии Яков VI стал также королём Англии и Ирландии, объединив в руках 3 короны, эти титулы стали добавляться к традиционно присваиваемого наследнику титула герцога Корнуолльского. После того как в 1707 году английская и шотландская короны были объединены, этот порядок сохранился.
До конца XX века земли, связанные с титулом принца Шотландии, отдавались в аренду, принося небольшой доход. Закон 2000 года отменил большинство оставшихся феодальных привилегий и обязанностей, связанных с титулом принца Шотландии, в результате чего он по большей части остался формальным.
С 8 сентября 2022 года титул принца и великого стюарда Шотландии носит Уильям, принц Уэльский, наследник короля Великобритании Карла III.

## Принцы и великие стюарды Шотландии
- 1404—1406: Джеймс Стюарт (июль/декабрь 1394 — 21 февраля 1437), герцог Ротсей, граф Каррик и барон Ренфру с 1404 года, король Шотландии (под именем Яков I) с 1406 года, брат предыдущего[7].
- 1430: Александр Стюарт (родился и умер 16 октября 1530), герцог Ротсей, граф Каррик и барон Ренфру и граф Кинтайр в 1430 году, старший сын короля Шотландии Якова I[7].
- 1431—1437: Джеймс Стюарт (16 октября 1430 — 3 августа 1460), герцог Ротсей, граф Каррик и барон Ренфру и граф Кинтайр в 1431—1437 годах, король Шотландии (под именем Яков II) с 1437 года, младший брат-близнец предыдущего[8].
- 1452—1460: Джеймс Стюарт (10 июля 1451 или 10 июля 1452 — 11 июня 1488), герцог Ротсей, граф Каррик и барон Ренфру в 1452—1460 годах, король Шотландии (под именем Яков III) с 1460 года[9].
- 1473—1488: Джеймс Стюарт (17 марта 1473 — 9 сентября 1513), герцог Ротсей, граф Каррик, барон Ренфру, лорд Островов, принц и великий стюард Шотландии, лорд Каннингем в 1473—1488 годах, король Шотландии (под именем Яков IV) с 1488 года, сын предыдущего[10].
- 1507—1508: Джеймс Стюарт (21 февраля 1507 — 27 февраля 1508), герцог Ротсей, граф Каррик, барон Ренфру, лорд Островов, принц и великий стюард Шотландии с 1507 года, сын предыдущего[10].
- 1509—1510: Артур Стюарт (20 октября 1509 — 14 июля 1510)), герцог Ротсей, граф Каррик, барон Ренфру, лорд Островов, принц и великий стюард Шотландии с 1509 года, брат предыдущего[10].
- 1512—1513: Джеймс Стюарт (10 апреля 1512—14 декабря 1542), герцог Ротсей, граф Каррик, барон Ренфру, лорд Островов, принц и великий стюард Шотландии в 1512—1513 годах, король Шотландии (под именем Яков V) с 1513, брат предыдущего[11].
- 1540—1541: Джеймс Стюарт (22 мая 1540 — 21 апреля 1541), герцог Ротсей, граф Каррик, барон Ренфру, лорд Островов, принц и великий стюард Шотландии с 1540 года, сын предыдущего[11].
- 1566—1567: Джеймс Стюарт (19 июня 1566 — 27 марта 1625), герцог Ротсей, граф Каррик, барон Ренфру, лорд Островов, принц и великий стюард Шотландии в 1566—1567 годах, король Шотландии (под именем Яков VI) с 1567 года[12], король Англии и Ирландии (под именем Яков I) с 1603 года[13], внук предыдущего, сын королевы Шотландии Марии Стюарт от второго брака с Генрихом Стюартом, лордом Дарни[12].
- 1594—1612: Генри Фредерик Стюарт (19 февраля 1594 — 6 ноября 1612), герцог Ротсей, граф Каррик, барон Ренфру, лорд Островов, принц и великий стюард Шотландии с 1594 года, герцог Корнуолльский с 1603 года, принц Уэльский и граф Честер с 1610 года, сын предыдушего[13].
- 1612—1625: Чарльз Стюарт (19 ноября 1600 — 30 января 1649), герцог Албани, граф Росс и маркиз Ардманнох в 1600—1625 годах, герцог Йоркский в 1605—1625 годах, герцог Корнульский и Ротсей, граф Каррик, барон Ренфру, Лорд Островов, принц и великий стюард Шотландии в 1612—1625 годах, принц Уэльский и граф Честер в 1616—1625 годах, король Англии и Шотландии (под именем Карл I) с 1625 года, брат предыдущего[14].
- 1629: Чарльз Джеймс Стюарт (родился и умер 13 марта 1629), герцог Корнуолльский и Ротсей, граф Каррик в 1629 году, сын предыдущего[14].
- 1630—1649: Чарльз Стюарт (29 мая 1630 — 6 февраля 1685), герцог Корнуолльский и Ротсей, граф Каррик, барон Ренфру, лорд Островов, принц и великий стюард Шотландии в 1630—1649 годах, король Шотландии (под именем Карл II) в 1649—1651 и 1660—1685 годах, король Англии и Ирландии (под именем Карл II) с 1660 года, брат предыдущего[15].
- 1688—1702: Джеймс Френсис Эдвард Стюарт «Старший претендент» (10 июня 1688 — 1 января 1766), герцог Корнуолльский и Ротсей, граф Каррик, барон Ренфру, лорд Островов, принц и великий стюард Шотландии, принц Уэльский и граф Честер в 1688—1702 годах, якобитский претендент на английский престол с 1701 года, сын короля Англии Якова II Стюарта и Марии Моденской. В 1702 году актом парламента был лишён всех британских титулов[16].
- 1714—1727: Джордж (10 ноября 1683 — 25 октября 1760), герцог и маркиз Кембриджский, граф Милдфорд-Хевен, виконт Норталлертон и барон Тьюксбери в 1706—1727 годах, герцог Корнуолльский и Ротсей, граф Каррик, барон Ренфру, лорд Островов, принц и великий стюард Шотландии в 1714—1727 годах, принц Уэльский и граф Честер в 1714—1727 годах, король Великобритании, Ирландии (под именем Георг II) и курфюрст Ганновера (под именем Георг II) с 1727 года, сын короля Великобритании Георга I[17].
- 1727—1751: Фредерик Льюис (1 февраля 1707 — 31 марта 1751), герцог Глостер в 1717—1727 годах, герцог Корнуолльский и Ротсей, граф Каррик, барон Ренфру, лорд Островов, принц и великий стюард Шотландии с 1727 года, герцог Эдинбургский, маркиз острова Или, граф Элтем, виконт Ланстон и барон Сноудон с 1727 года, принц Уэльский и граф Честер с 1729 года, сын предыдущего[17].
- 1751—1760: Джордж Уильям Фредерик (4 июня 1738 — 29 января 1820), герцог Корнуолльский, Эдинбургский и Ротсей, маркиз острова Или, граф Каррик и граф Элтем, виконт Ланстон, барон Сноудон и Ренфру, лорд Островов, принц и великий стюард Шотландии, принц Уэльский и граф Честер в 1751—1760 годах, король Великобритании и Ирландии (под именем Георг III) с 1760 года, курфюрст Ганновера (под именем Георг III) в 1760—1814 годах, король Ганновера (под именем Георг III) с 1814 года, сын предыдущего[18].
- 1762—1820: Джордж Август Фредерик (12 августа 1762 — 26 июня 1830), герцог Корнуолльский и Ротсей, граф Каррик, барон Ренфру, лорд Островов, принц и великий стюард Шотландии, принц Уэльский и граф Честер в 1762—1820 годах, принц-регент Великобритании и Ирландии в 1811—1820 года, король Великобритании, Ирландии и Ганновера (под именем Георг IV) с 1820 года, сын предыдущего[19].
- 1841—1901: Альберт Эдвард (9 ноября 1841 — 6 мая 1910), герцог Корнуолльский и Ротсей, граф Каррик, барон Ренфру, лорд Островов, принц и великий стюард Шотландии, принц Уэльский и граф Честер в 1841—1901 годах, король Великобритании (под именем Эдуард VII) и император Индии с 1901 года, сын королевы Великобритании Виктории и принца-консорта Альберта Саксен-Кобург-Готского[20].
- 1901—1910: Джордж Фредерик Эрнест Альберт (3 июня 1865 — 20 января 1936), герцог Йоркский, граф Ивернесс и барон Килларни в 1892—1910 годах, герцог Корнуолльский и Ротсей, граф Каррик, барон Ренфру, лорд Островов, принц и великий стюард Шотландии, принц Уэльский и граф Честер в 1901—1910 годах, король Великобритании (под именем Георг V) и император Индии с 1910 года, сын предыдущего[21].
- 1910—1936: Эдуард Альберт Кристиан Джордж Эндрю Патрик Дэвид (23 июня 1894 — 28 мая 1972), герцог Корнуолльский и Ротсей, граф Каррик, барон Ренфру, лорд Островов, принц и великий стюард Шотландии, принц Уэльский и граф Честер в 1910—1936 годах, король Великобритании (под именем Эдуард VIII) и император Индии в 1936 году, герцог Виндзорский с 1936 года, сын предыдущего[22].
- 1952—2022: Чарльз Филипп Артур Джордж (родился 14 ноября 1948), герцог Корнуолльский и Ротсей, граф Каррик, барон Ренфру, лорд Островов, принц и великий стюард Шотландии в 1952—2022 годах, принц Уэльский и граф Честер в 1958—2022 годах[23], 2-й герцог Эдинбургский, 2-й граф Мерионет и 2-й барон Гринвич в 2021—2022 годах[24], король Великобритании с 2022 года[6], сын королевы Елизаветы II и Филиппа, 1-го герцога Эдинбургского[23].
- c 2022: Уильям Артур Филипп Луис (родился 21 июня 1982[23]), герцог Кембриджский, граф Стратерн и барон Каррикфергюс с 2011 года[25], герцог Корнуолльский и Ротсей, граф Каррик, барон Ренфру, лорд Островов, принц и великий стюард Шотландии[6], принц Уэльский и граф Честер с 2022 года[26], сын предыдущего[23].